# Hélène Lefebvre
Hélène Lefebvre, född 26 februari 1991, är en fransk roddare.
Lefebvre tävlade för Frankrike vid olympiska sommarspelen 2016 i Rio de Janeiro, där hon tillsammans med Élodie Ravera-Scaramozzino slutade på 5:e plats i dubbelsculler. Vid olympiska sommarspelen 2020 i Tokyo slutade Lefebvre på 8:e plats tillsammans med Élodie Ravera-Scaramozzino i dubbelsculler.